# Joaquim de Araújo
Joaquim de Araújo (Penafiel, 22 luglio 1858 – Sintra, 1917) è stato un poeta, scrittore e giornalista portoghese.
Nominato console del Portogallo a Genova nel 1894, qui pubblicò opere di divulgazione ed erudizione. Acquistò particolare fama nel 1881 con Lira íntima.